# Ran Margaliot
Ran Margaliot (* 18. Juli 1988 in Modiʿin) ist ein ehemaliger israelischer Radrennfahrer und Teamleiter eines Radsportteams.

## Karriere
Ran Margaliot gewann bei den israelischen Meisterschaften im Straßenrennen der Elite Bronze und die Gesamtwertung und vier Tagesabschnitte der Tour of Israel, einem Etappenrennen des nationalen Radsportkalenders.
Ab August 2011 stand er zunächst als Stagiaire beim dänischen Team Saxo Bank unter Vertrag und erhielt daraufhin zur Saison 2012 einen ersten Profivertrag in dieser Mannschaft. Nachdem er keine vorderen Platzierungen erreichen konnte, beendete der seine Laufbahn als Aktiver am Saisonende.
In den Jahren 2015 bis 2018 war Margaliot Teamleiter der Mannschaft Israel Cycling Academy.

## Teams
- 2010 Footon-Servetto (Stagiaire)
- 2011 Saxo Bank SunGard (Stagiaire)
- 2012 Team Saxo Bank-Tinkoff Bank